# Sant Quiri de Sas
Sant Quiri de Sas és un santuari d'origen romànic del poble de Sas, pertanyent a l'antic terme de Benés, de l'Alta Ribagorça, actualment dins del municipi de Sarroca de Bellera, del Pallars Jussà. Està situat dalt del turó de Sant Quiri, que domina tot l'antic Batlliu de Sas, precedent de l'actual municipi de Benés.
Molt possiblement és el Sant Tirs de Sentís que apareix documentat el 1069, en una donació a Sant Genís de Bellera. La manera com se'l descriu no deixa lloc a cap mena de dubte sobre aquesta església. Amb la decadència del monestir de Sant Genís fou traspassat a Santa Maria de Lavaix.
Està situada al cim del tossal de Sant Quiri, a 1.621 m. alt.
L'edifici actual conserva les característiques constructives d'una obra romànica rural, com la major part d'església de l'Alta Ribagorça. És d'una sola nau, coberta amb volta de canó i absis, refet, a llevant. L'obra és senzilla, i hi ha trossos fets de paret seca. Quan n'hi ha, l'argamassa és molt primitiva. Al mur de migdia, damunt d'una finestra, es troba una inscripció del segle xiii.